# Valkyria
Valkyria eller valkyrja (fornnordiska: valkyrja, medeltida runnorska: ᚢᛮᚴᛦᚱᚱᛁᛆ, ua͡lkyrria) var inom asatro och nordisk mytologi de psykopomper som valde ut krigare som tappert stupat i strid (fornnordiska: valr) och hämtade dem från slagfältet till ett efterliv i Asgård, Asarnas hemvist. Där hamnade de antingen hos gudinnan Freja i Folkvang eller hos allfadern Oden i Valhall, vilka samlade krigare inför slutstriden vid ragnarök, världens undergång.
Valkyrior var kvinnliga väsen som sades stå under Oden, vissa beskrivna som sköldmör, och hade till uppgift att övervaka strider i jakt på värdiga krigare. De var hamnskiftare och använde ofta korpen som hamn (skepnad) när de sökte stupade.

## Etymologi
Valkyrja är ett fornnordiskt ord, främst inhämtat från isländska medeltida källor, som består av förledet valr, vilket avser "stupade i strid", och efterledet kyrja, en feminin avledning (kyr-ja) av en rot kognat med kora och kor i betydelsen "utse eller välja någon till något".
Ordet betyder alltså ungefär "kvinna som utser stupade".
I känd runskrift finns valkyria belagt en gång, på en medeltida (1300-talets första halva) norsk runsticka med signum Bryggens runinskrifter 257(en) (N B257), då som runnorska: ᚢᛮᚴᛦᚱᚱᛁᚢ, ua͡lkyrriu (valkyrrju), ackusativ/dativ/genitiv för fornnorska: valkyrrja.

## Beskrivning
I nordisk mytologi beskrivs valkyrior som vackra kvinnoväsen i tjänst under allfadern Oden och till viss mån asynjan Freja. Deras uppgift är främst att hitta tappra krigare som stupat i strid och föra dem till Freja och Oden i Asgård där de ska ingå i den här som Oden bygger upp inför slutstriden vid Ragnarrök, världens undergång. Hälften av krigarna går till Freja i Folkvang och hon får även välja den hälft som hon vill ha. Resterande går till Oden i Valhall, vilka kallas enhärjar.

### Framställning

Modern konst som visar en ridande valkyria som framträder ur sin korphamn när hon ska hämta stupade.

Valkyrior är hamnskiftare och hittar krigare genom att övervaka strider under hamn (skepnad) av korpar, vilket verkar avbildas på diverse nordiska bildstenar då fåglar är ett vanligt motiv över krigare. Vid upphämtning av krigarna till efterlivet flög de iväg under hamn av ett svanpar, vilket kan vara avbildat på runstenen G 181, men de sägs också ha fört krigare vidare på hästrygg, vilket finns avbildat på flera vikingatida bildstenar och hängsmycken.
Utanför hamn avbildas de traditionellt med klänning och långt hår, ofta hållande något dryckeskärl, men i sagorna finns det flera valkyrior som även är sköldmör, krigande kvinnor.

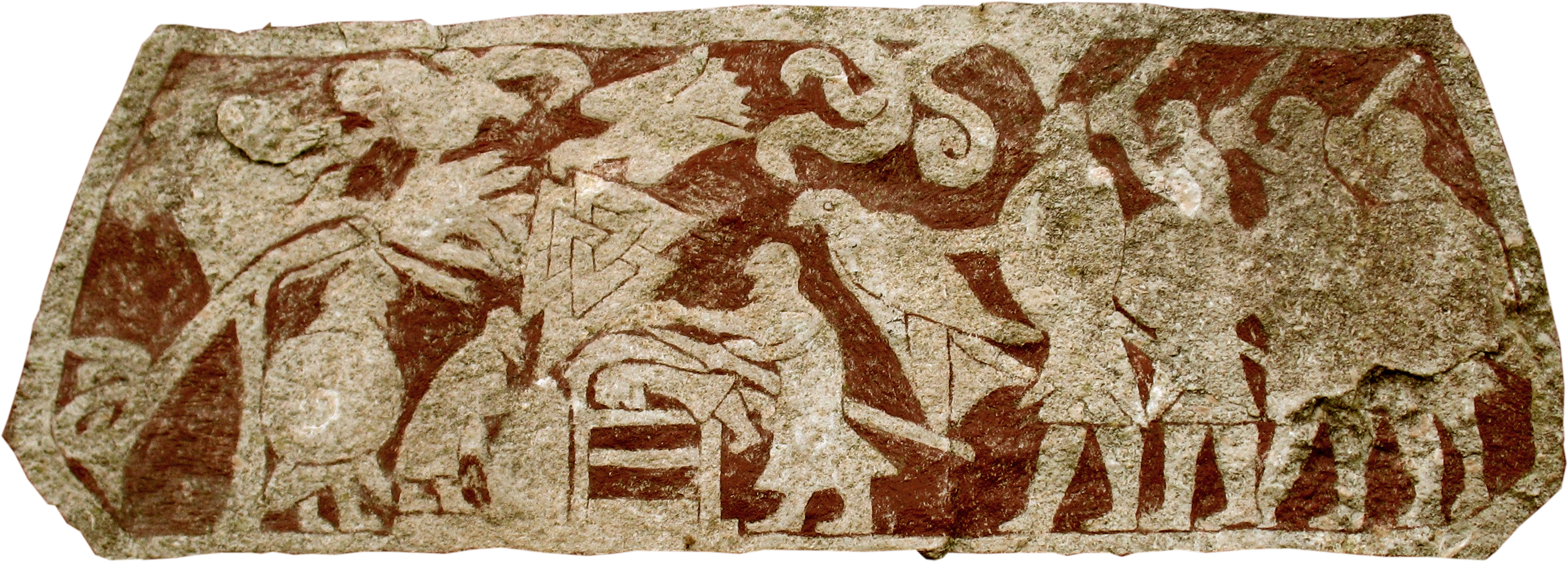
Valkyria i hamn av en korp (notera klänningen) på Hammars 1, Gotland, 700-talet f.Kr..
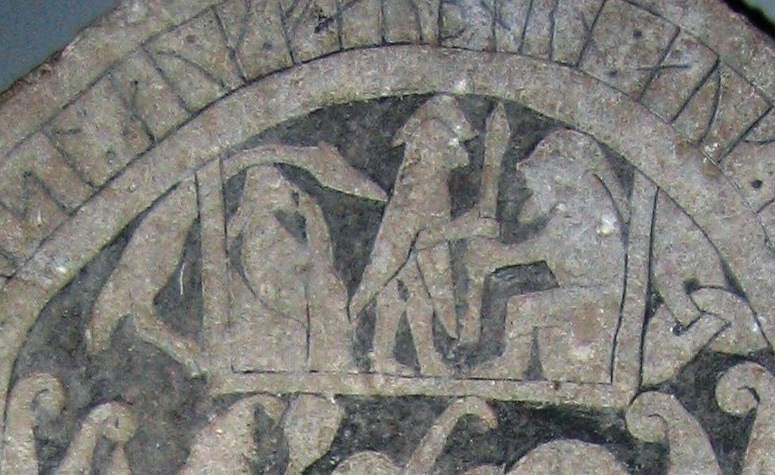
Runsten G 181 avbildar en krigare jämte en svan, möjligen en valkyria, i ett rum ovan himmel.
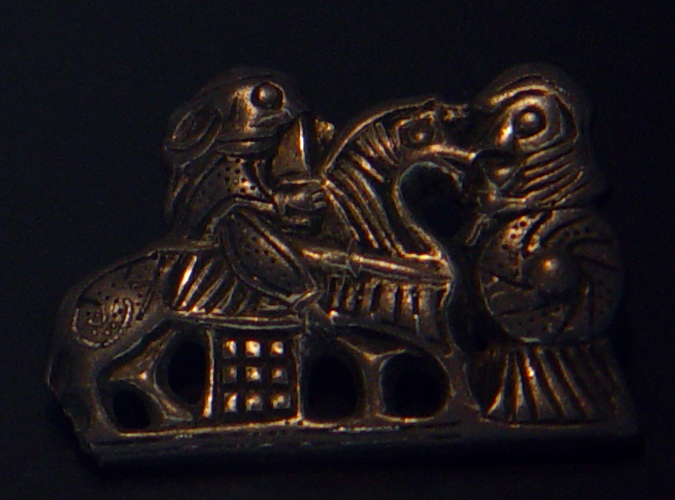
Möjlig valkyria, silversmycke från Danmark av en kvinna som för en häst till en krigare.
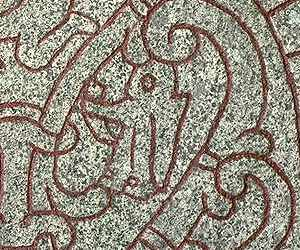
Runsten U 1163 avbildar troligen valkyrian Sigdriva med karaktärsdrag såsom lång fläta och dryckeshorn.

## Omskrivning
Valkyrior har omskrivits på flera olika vis. Viss forskning indikerar att valkyriorna ursprungligen inte var attraktiva varelser som de utmålas i vikingatidens diktning och berättelser. Det fornengelska waelcyrge antyder att de var häxor eller dödsdemoner. Likheter med de irländska Morrigans är också påfallande liksom de grekiska Keres, som vandrar runt på slagfältet och livnär sig av de sårades blod.
Under vikingatiden skapades en heroisk mytologi som framhöll krigaren, hans djärvhet och mod och framför allt hans belöningar efter döden i strid. I denna kontext omtalades valkyriorna som unga sköna kvinnor som serverade öl i Valhall och som även erbjöd erotiska tjänster, vilket speglas i dikternas bildspråk: ”Hild breder en bädd för den störste hjälmkrossaren (det vill säga ”krigaren”)”. 

### Valkyrior vid namn
Flera valkyrior i dikterna bär namn som skildrar deras verksamhet på slagfältet:
- Eir (Eir) – "fred"
- Gunn (Gunnr) – ”strid”
- Göll (Gǫll) – ”tumult”
- Härfjätter (Herfjötur) – ”krigsboja”
- Hild (Hildr) – ”strid”
- Kåra (Kára) – ”storm”
- Lökk (Hlǫkk) – ”larm”
- Mist (Mist) – ”dimma”
- Rist (Hrist) – ”skakaren”
- Rota (Róta) – ”oordning”
- Sigdriva (Sigrdrífa) – ”segerdriverska”
- Sigrun (Sigrún) – ”segerruna”
- Trud (Thrudr) – ”makt”

## Bildgalleri

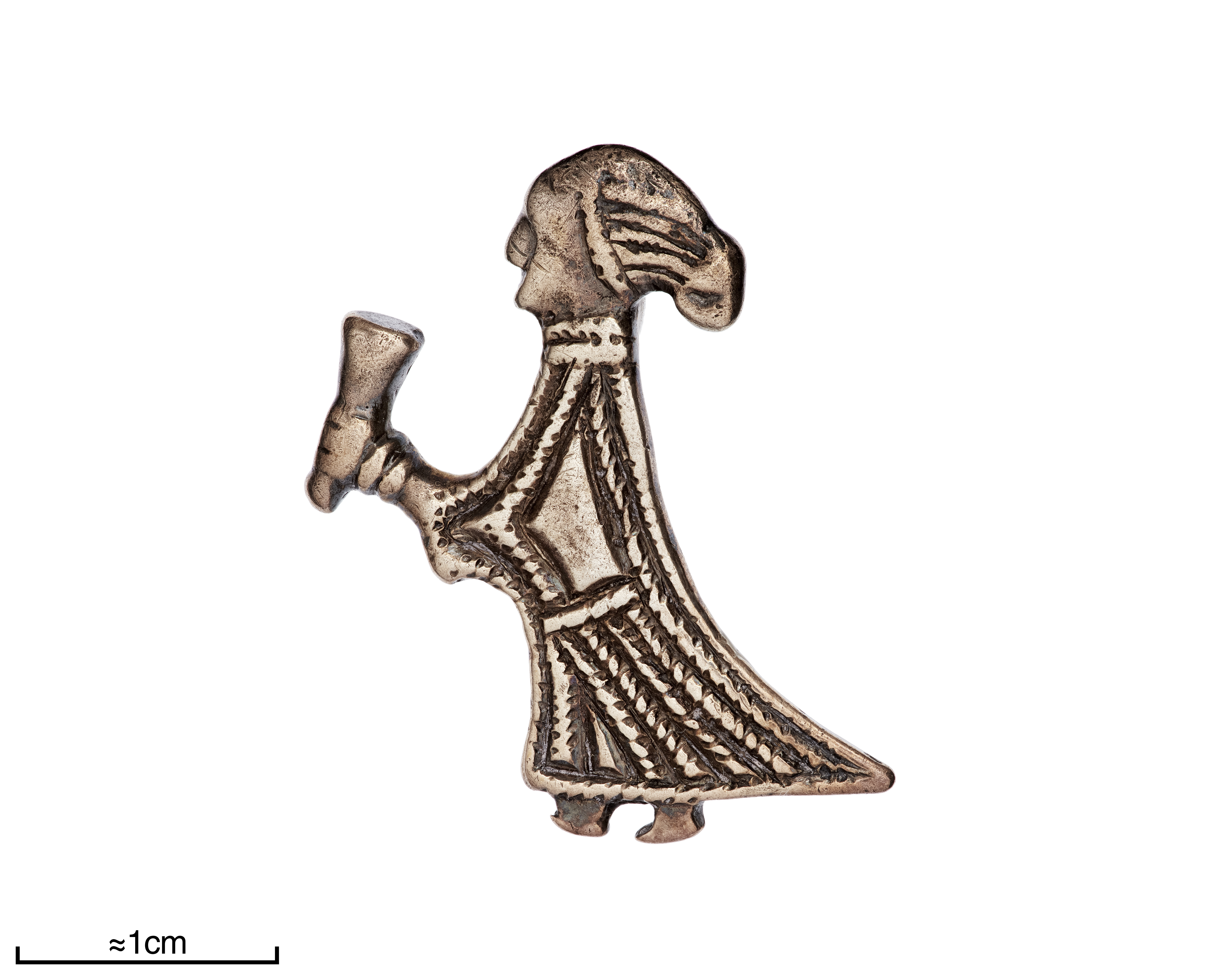
Möjlig valkyria, lösfynd från Öland.
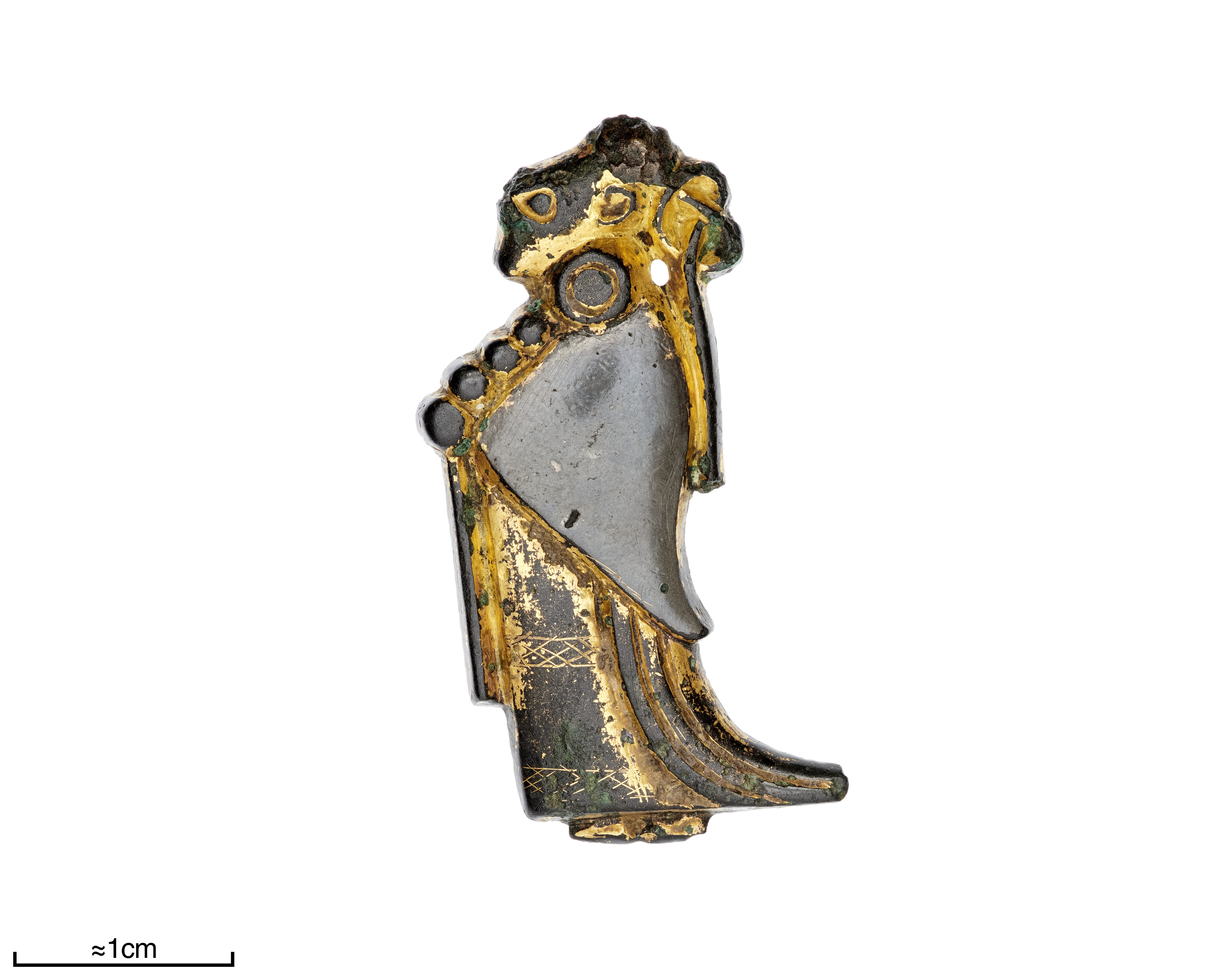
Gravfynd från Tuna, Uppland.
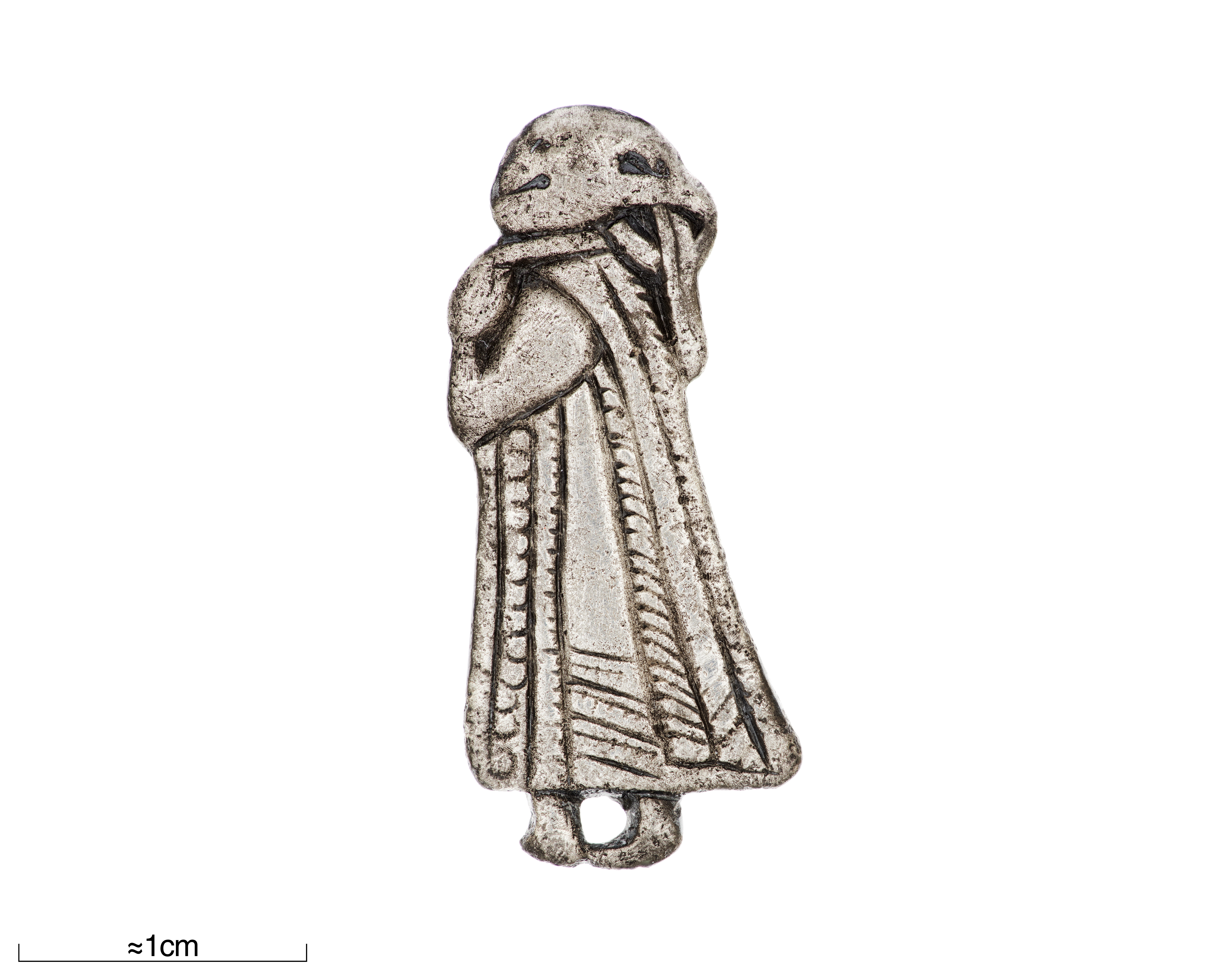
Möjlig valkyria, gravfynd från Birka, Bj 825.
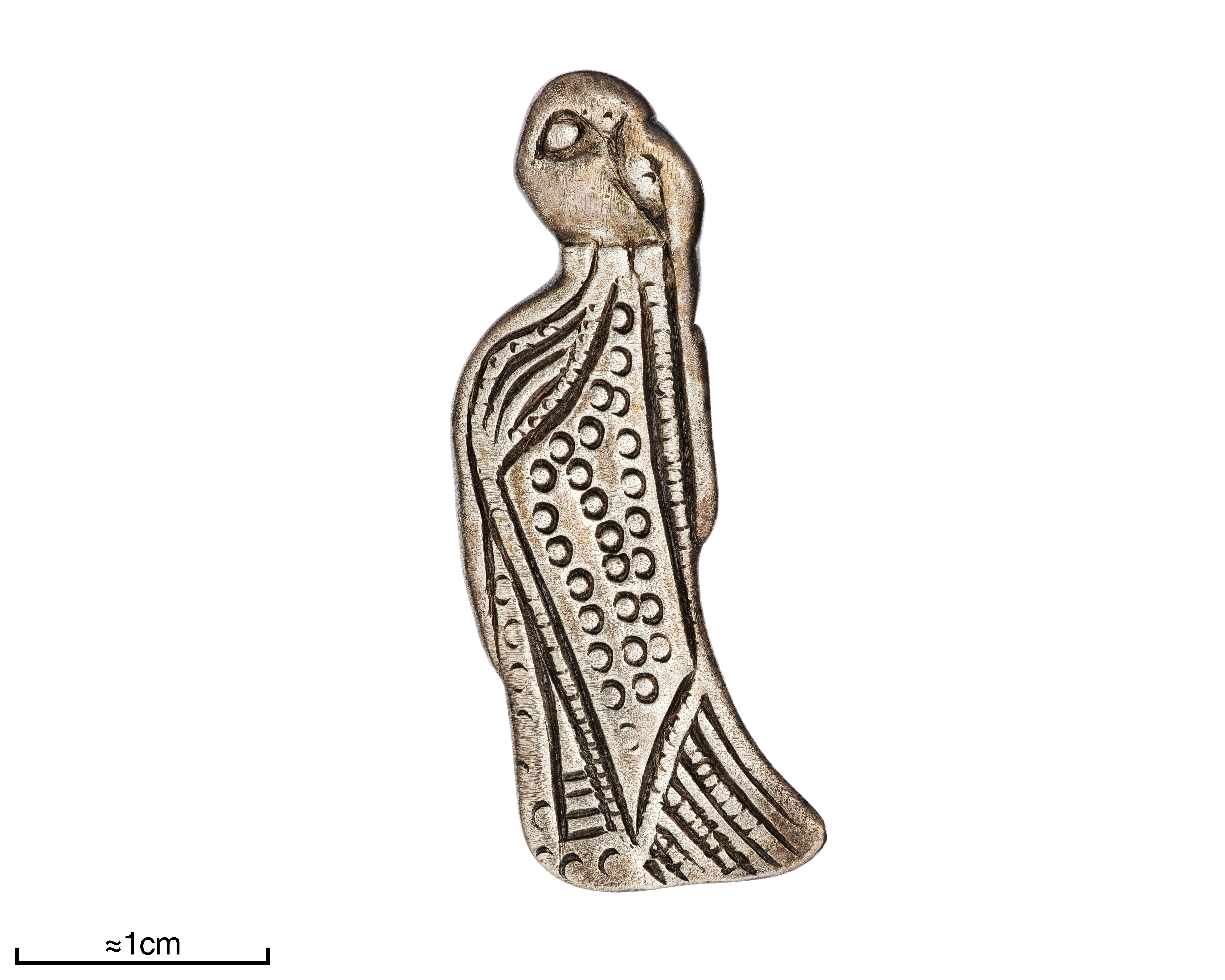
Möjlig valkyria, silverhänge från Sibble, Stockholms län, cirka 800–1100.
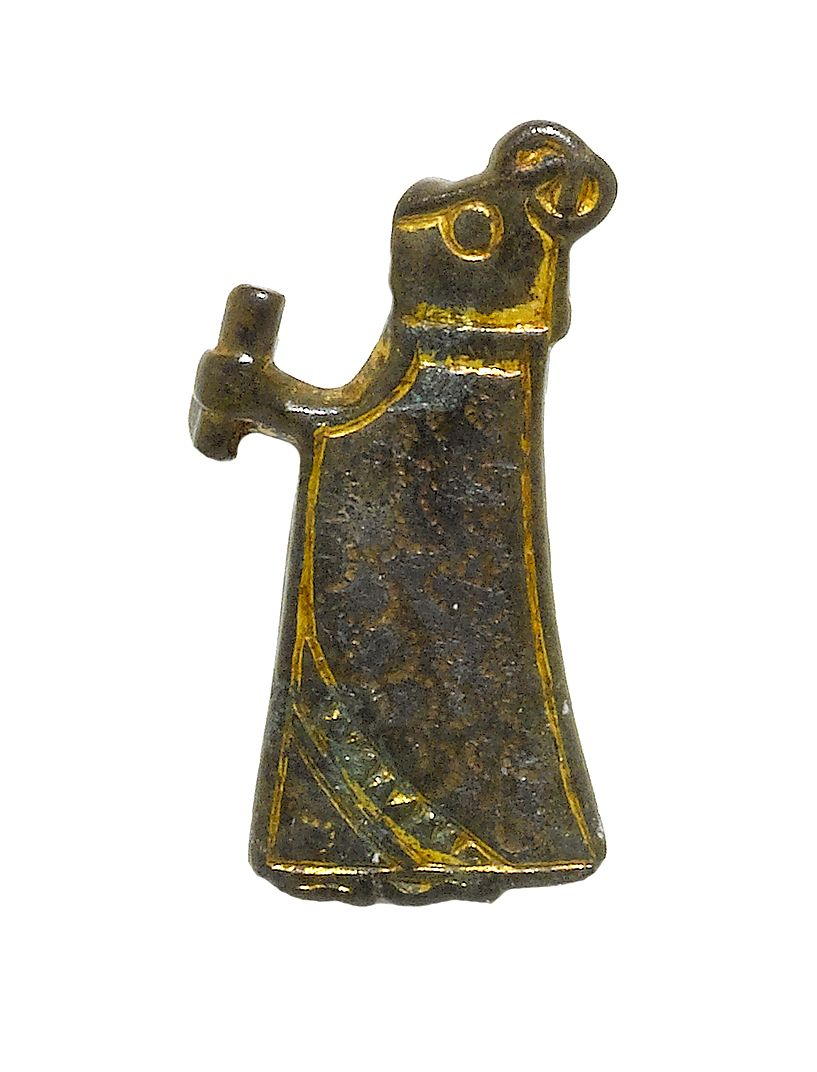
Möjlig valkyria, silversmycke från Danmark av en kvinna med dryckeshorn.
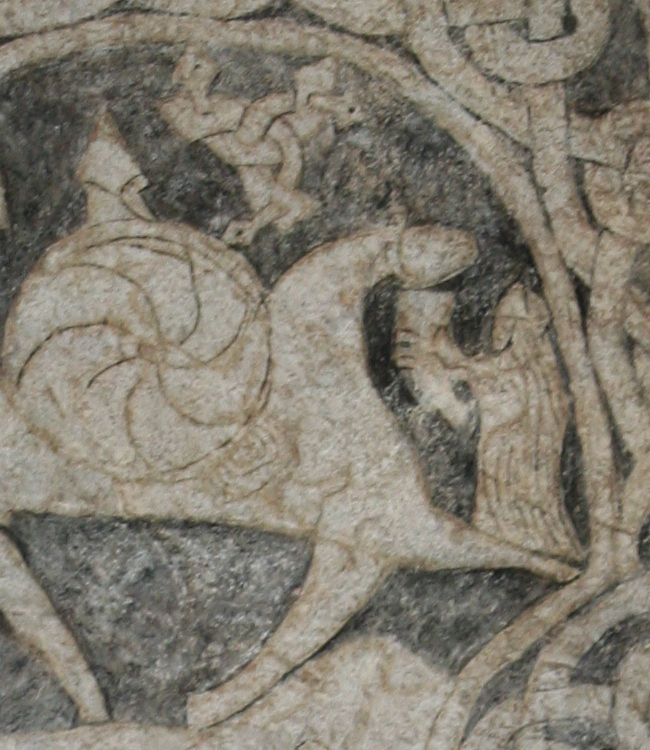
Runsten G 268 avbildar en möjlig valkyria (i hjälm?) med dryckeshorn.
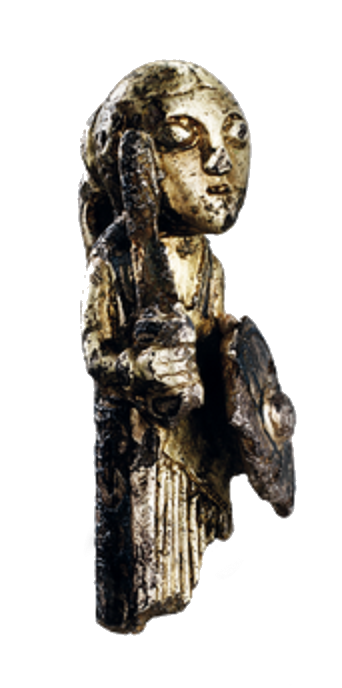
Valkyrien från Hårby(en), figurin av beväpnad kvinna, Danmark, cirka 800-tal.
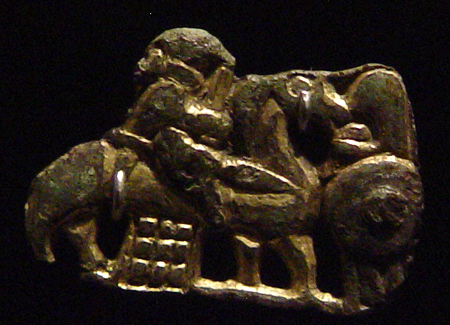
Möjlig valkyria, silversmycke från Danmark av en kvinna som för en häst till en krigare.